# Daniel Zikeli
Daniel Zikeli (n. 12 decembrie 1972, Sighișoara) este protopop evanghelic de Brașov, Episcop-vicar al Bisericii Evanghelice C.A. din România, prim-preot al Bisericii Evanghelice C.A. București.

## Studii
Daniel Zikeli a studiat teologia evanghelică la Institutul Teologic din Sibiu (1991-1997) și la Universitatea din Basel (1995-1996) unde a absolvit și cursurile doctorale (1998-2001) cu specializarea în istoria bisericii. Teza sa de doctorat a fost publicată la București în anul 2007.

## Activitatea în România
Președinte al Fundației Joyo din anul 2017.
Membru al Forumului de Cooperare Bilaterală Româno-German din anul 2017.
Președinte al Societății Biblice Interconfesionale din România din anul 2016.
Membru al Consiliului de conducere și Vicepreședinte al Academiei Evanghelice din Transilvania (2005-2015).
Membru al Consistoriului Superior al Bisericii Evanghelice C.A. din România din anul 2006.
Membru al Comisiei pentru Teologie și Ecumenism din cadrul AIDROM (Asociația Ecumenică a Bisericilor din România).
Mare Capelan al Ordinului Suprem Militar al Templului din Ierusalim.
Lector universitar – Istoria Bisericii Universale la Institutul Teologic Protestant Sibiu (2007-2010).
Inițiator și fondator al muzeului Bisericesc din Sighișoara.

## Activitatea internațională
Membru al consiliului de conducere al Uniunii Bisericilor Protestante din Europa (GEKE http://leuenberg.eu/); membru al Consiliului de conducere al Grupei ”Europa de Est” al GEKE.

## Publicații
- „Vereinte Kraft wirkt Grosses. 150 Jahre evangelische Kirche A.B. in Bukarest”, Blueprint Internațional, București, 2003; Ediția a doua publicată de Biserica Evanghelică C.A. București în 2017 - ISBN 978-973-0-239174-1 și ISBN 978-973-0-23918-8.
- „Ach schläfst du Siebenbürgen noch.” Der siebenbürgisch-sächsische Pfarrer Markus Fronius (1659-1713). Studien zu Leben und Werk, Editura Blueprint, București, 2007, ISBN 978-973-7750-38-9
- „Kronstadt, die Stund ist da zu erwachen... - Melanchthonrezeption bei Markus Fronius (1659-1713), în ”Spannweite - Theologische Forschung und kirchliches Wirken, Festgabe für Hans Klein zum 65. Geburtstag" - ISBN 973-7750-06-3
- „Der zweite Reformator. Vor 300 Jahren starb der Theologe und HIstoriker Markus Fronius (1659-1713), în „Deutsches Jahrbuch für Rumänien 2013”
- „Eine Kirche zwischen Vergangenheit und Zukunft - Streiflichter zur Situation der Evangelischen Kirche A.B. in Rumänien, în „Beiträge zur ostdeutschen Kirchengeschichte”, Folge 8, Münster 2007, ISBN 978-3-9808538-3-5
- „Reformation und Gegenreformation in Siebenbürgen”, în „Deutsche Sprache und Kultur. Presse-Literatur-Geschichte in Siebenbürgen”, Band 41, 2009, ISBN 978-3-934686-66-3
- „Es war vor einem Jahrzehnt ein Kronstädter hier... Johannes Honterus (1498-1549) in Basel”, în „Gemeinsam feiern - gemeinsam gedenken”, 2019, ISSN-Nr. 0583-192X
- „Dumnezeu este un Dumnezeu al ordinii - Gânduri pentru Cartea bisericii din Ghimbav”, în „Catastifele bisericești vorbesc - Miscellanea ecclesiastica Vol. II”
- „Pfarrerbild und Gemeindeverständnis - Reformation heute”, în „Glaubensgeschichten - Sibenbürgische Beiträge zum 500. Reformationsjubiläum”, 2017, ISBN 978-606-8573-66-3
- „Geschwister jenseits der Karpaten - Die evangelischen Kirchengemeinden A.B. im rumänischen Altreich heute”, în „Evangelisch in Altrumänien”, 2012, ISBN 978-3-941271-70-8 și în Christoph Klein: ”Die Gesamtkirchenvisitation der Evangelsichen Kirche A.B. in Rumänien (1990-2010), 2018, ISBN 978-3-412-50819-7
- „Pfarrer Willibald S. Teutschländer und die Gründung der Bukarester evangelischen Gemeindepflege”, în „Kirche als versöhnte Gemeinschaft - Festschrift für Bischof D. Dr. Christoph Klein zu seinem 70. Geburtstag”, 2007, ISBN 978-973-7750-41-9
- „Sfinții și cultul sfinților în teologia lui Martin Luther și în Confesiunile de Credință Luterane” în „Sfinții și cultul sfinților în Răsărit și Apus”, 2018, ISBN 978-3-946954-28-6
- Introduceri și tabel cronologic în „Martin Luther - Scrieri” volumele I și II, ISBN 973-9212-35-2 și ISBN 973-9212-78-6